# قرار مجلس الأمن التابع للأمم المتحدة رقم 1873
قرار مجلس الأمن التابع للأمم المتحدة رقم 1873 المتخذ في 29 مايو 2009.

## القرار
حث مجلس الأمن بشدة زعماء القبارصة اليونانيين والقبارصة الأتراك على زيادة الزخم في المحادثات التي تدعمها الأمم المتحدة والتي تهدف إلى إعادة توحيد الدولة الجزرية المقسمة، ومدد مجلس الأمن حتى منتصف ديسمبر/كانون الأول عملية حفظ السلام طويلة الأمد التي تقوم بها الأمم المتحدة في قبرص.
بأغلبية 14 صوتا مقابل صوت واحد ضد (تركيا)، اتخذ المجلس القرار 1873 (2009)، الذي شدد على وجود «فرصة نادرة لإحراز تقدم حاسم»، وأكد من جديد الدور الأساسي للأمم المتحدة في تقديم المساعدة للطرفين لحل النزاع والوصول إلى تسوية شاملة ودائمة.
وذكّر ممثل تركيا العضو غير الدائم، مفسرا تصويته بالرفض، المجلس بأنه منذ عام 1963، لم تكن هناك حكومة مشتركة ودستورية تمثل قبرص بأكملها سواء من الناحية القانونية أو من الناحية الوظيفية. كان الشعبان يعيشان منفصلين تحت إداراتهما.
وقال إن القرار 186 (1964)، الذي أنشأ في البداية قوة الأمم المتحدة لحفظ السلام في قبرص، «في أعقاب الهجوم المسلح للقبارصة اليونانيين ضد القبارصة الأتراك»، لم يحظ بقبول الجانب القبرصي التركي أو تركيا. وأشار هذا النص، فضلا عن قرارات المجلس اللاحقة، إلى «حكومة قبرص»، التي كانت في الواقع لا تمثل سوى القبارصة اليونانيين منذ عام 1963. علاوة على ذلك، كان ينبغي للقوة أن تعمل بموافقة صريحة من كلا الجانبين.
وقال إن هذا «النهج الخاطئ» - اعتبار تلك الإدارة الحكومة الوحيدة في قبرص - كان للأسف العقبة الوحيدة أمام إيجاد حل شامل ودائم على مدى السنوات الخمس والأربعين الماضية. ولم تكن تركيا أبدًا ضد إنشاء قوة الأمم المتحدة لحفظ السلام في قبرص، لكنها تساورها شكوك بشأن الطريقة التي تم بها اعتماد القرارات والصياغة الواردة فيها. في الواقع، كانت القوة تعمل منذ فترة طويلة في الجزء الشمالي من الجزيرة بمشاركة نشطة من الجانب التركي. وبسبب «هذه الأسباب المبدئية المعلنة»، صوتت تركيا ضد القرار. كما هو الحال دائمًا، استمرت تركيا في التطلع إلى اليوم الذي يمكن فيه التوصل إلى حل دائم على أساس الشراكة واتحاد فيدرالي ثنائي المنطقتين والطائفتين.